# Koizumi – Cô gái thích mỳ ramen
Koizumi – Cô gái thích mỳ ramen (Nhật: ラーメン大好き小泉さん Hepburn: Rāmen Daisuki Koizumi-san) là một bộ manga của Nhật Bản, được sáng tác bởi Naru Narumi. Nó được đăng trên tạp chí Manga Life Storia của Takeshobo vào tháng 9 năm 2013. Phiên bản live-action được phát sóng từ tháng 6 năm 2015 đến tháng 12 năm 2016. Phiên bản anime dài 12 tập do Studio Gokumi và AXsiZ đồng sản xuất được phát sóng tại Nhật Bản từ tháng 1 đến tháng 3 năm 2018.

## Nội dung
Koizumi ở trong lớp được tôn sùng như một nữ thần vì vẻ đẹp rất ấn tượng của cô, nhưng cô trông rất bí ẩn và lạnh lùng vì cô không muốn giao tiếp với bất kỳ ai mà mình không muốn. Nhưng bạn cùng lớp của cô là Yuu muốn tìm hiểu về cô nhiều hơn, và cô bất ngờ phát hiện ra Koizumi rất yêu thích và say mê món mì ramen. Cả hai sẽ cùng đi tham quan thành phố để trải nghiệm những hương vị ramen mới và cố gắng xây dựng tình bạn với nhau.

## Nhân vật
Koizumi (小泉)
Lồng tiếng bởi: Ayana Taketatsu
Diễn viên: Akari Hayami (phiên bản năm 2015), Hiyori Sakurada (phiên bản năm 2020)
Koizumi là một cô gái xinh đẹp với làn da nhợt nhạt, tính cách lạnh lùng và bí ẩn, mới chuyển đến sống ở khu phố này. Nhưng sự lạnh lùng của cô sẽ biến mất mỗi khi cô ăn mì ramen; mỗi khi ăn nó, cô trông có vẻ rất thích thú (nhất là khi chúng có hương vị mới lạ và khác thường), hoặc mỗi khi cô chia sẻ kiến thức sâu rộng của mình về các loại mì và cách chế biến chúng. Cô nói tiếng Đức rất lưu loát.
Yuu Ohsawa (大澤 悠 Ōsawa Yū)
Lồng tiếng bởi: Ayane Sakura
Diễn viên: Karen Miyama (phiên bản năm 2015), Manami Igashira (phiên bản năm 2020)
Yuu là một cô gái có tính cách lạc quan và vui vẻ. Cô có một sự tò mò và quan tâm đến mức ám ảnh với người bạn cùng lớp mới của mình là Koizumi. Khi cô phát hiện ra niềm đam mê của Koizumi với mì ramen, cô cố gắng tận dụng điều này để gần gũi hơn với cô ấy. Cô ấy nấu ăn rất ngon và là một thành viên của câu lạc bộ kinh tế gia đình.
Misa Nakamura (中村 美沙 Nakamura Misa)
Lồng tiếng bởi: Akari Kitō
Diễn viên: Seika Furuhata (phiên bản năm 2015), Ririka Tanabe (phiên bản năm 2020)
Misa là bạn cùng lớp của Yuu, người mà ban đầu ghen tị với sự tò mò và quan tâm đến mức ám ảnh về Koizumi của Yuu. Tuy nhiên, cô là người rất thích ăn cay, và cô và Koizumi cũng trở thành bạn bè qua sở thích chung này.
Jun Takahashi (高橋 潤 Takahashi Jun)
Lồng tiếng bởi: Yumi Hara (phiên bản năm 2015), Ayaka Imoto (phiên bản năm 2020)
Jun là lớp trưởng trong lớp của Koizumi, Yuu và Misa, người rất cao ngạo về địa vị của mình. Mặc dù cô thích ăn mì ramen, nhưng cô đã ngừng ăn mì ramen ở quán ăn bên ngoài sau khi kính của cô ấy bị mờ trong một lần khi cô ăn một ít mì ở căng tin trường, đến khi Koizumi cố khơi dậy lại niềm vui đã mất đó.
Shuu Ohsawa (大澤 修 Ōsawa Shū)
Lồng tiếng bởi: Yuichi Nakamura
Anh của Yuu, là sinh viên đại học làm việc tại quán Izakaya. Giống như em của mình, anh bắt đầu quan tâm hơn đến Koizumi, nhưng ban đầu anh vẫn không biết về sự quan tâm của Yuu dành cho cô.
Ayane Ohsawa (大澤 絢音 Ōsawa Ayane)
Lồng tiếng bởi: Kana Ueda
Anh họ của Yuu, người đã sống ở Osaka trước khi mới chuyển đến Tokyo.

## Truyền thông

### Manga
Koizumi – Cô gái thích mỳ ramen được viết và vẽ minh họa bởi tác giả Naru Narumi. Bộ truyện này được đăng trên tạp chí Manga Life Storia của Takeshobo vào ngày 30 tháng 9 năm 2013. Đến năm 2019, sau khi tạp chí bị giải thể, nó đã được chuyển sang trang web Storia Dash. Đến năm 2024, nó đã bị ngừng đăng tải lên Storia Dash và dự kiến sẽ tiếp tục được xuất bản trên tạp chí Monthly Shōnen Champion của Akita Shoten vào quý 4 năm 2024. Bộ truyện đã được Dark Horse Comics cấp phép phát hành ở Bắc Mỹ, bắt đầu từ tháng 9 năm 2019. Nó cũng đã được Kadokawa Media xuất bản tại Đài Loan. Takeshobo đã xuất bản bộ tuyển tập với tiêu đề: Ms. Koizumi Loves Ramen Noodles Official Anthology (ラーメン大好き小泉さん公式アンソロジー), vào ngày 30 tháng 1 năm 2018.
| #  | Ngày phát hành            | ISBN              |
| -- | ------------------------- | ----------------- |
| 1  | Ngày 7 tháng 10 năm 2014  | 978-4-81-248798-3 |
| 2  | Ngày 14 tháng 2 năm 2015  | 978-4-80-195084-9 |
| 3  | Ngày 7 tháng 10 năm 2015  | 978-4-80-195361-1 |
| 4  | Ngày 17 tháng 6 năm 2016  | 978-4-80-195559-2 |
| 5  | Ngày 30 tháng 3 năm 2017  | 978-4-80-195797-8 |
| 6  | Ngày 30 tháng 1 năm 2018  | 978-4-80-196166-1 |
| 7  | Ngày 30 tháng 11 năm 2018 | 978-4-80-196453-2 |
| 8  | Ngày 30 tháng 9 năm 2019  | 978-4-80-196752-6 |
| 9  | Ngày 28 tháng 8 năm 2020  | 978-4-80-197041-0 |
| 10 | Ngày 30 tháng 9 năm 2021  | 978-4-80-197418-0 |
| 11 | Ngày 11 tháng 7 năm 2023  | 978-4-80-198090-7 |

### Live-action
Phiên bản live-action dài bốn tập do Kyodo Television sản xuất và đạo diễn là Tsukuru Matsuki, được phát sóng từ ngày 27 tháng 6 đến ngày 18 tháng 7 năm 2015 trên Fuji TV. Tập đặc biệt mừng năm mới được phát sóng vào ngày 4 tháng 1 năm 2016, và tập đặc biệt mừng đêm giao thừa được phát sóng vào ngày 30 tháng 12 năm 2016. Bài hát chủ đề của chương trình này là "Ramen Daisuki Koizumi-san no Uta" (ラーメン大好き小泉さんの唄), được sáng tác bởi Magnolia Factory. Tập đặc biệt thứ ba được phát sóng vào ngày 27 tháng 3 năm 2020 và tập đặc biệt thứ tư được phát sóng vào ngày 8 tháng 1 năm 2022.

### Anime
Một bộ anime dài 12 tập, do Studio Gokumi và AXsiZ đồng sản xuất, đã được phát sóng tại Nhật Bản từ ngày 4 tháng 1 đến ngày 22 tháng 3 năm 2018 và đồng thời cũng được phát sóng trên Crunchyroll. Bộ anime này được đạo diễn bởi Kenji Seto, Tatsuya Takahashi viết kịch bản và Takuya Tani thiết kế nhân vật. Bài hát ở phần mở đầu là "Feeling Around" của Minori Suzuki, bài hát kết thúc là "Love Men Holic" của Shiena Nishizawa.

#### Danh sách tập phim
| TT | Tiêu đề | Ngày phát hành gốc  |
| -- | --- | ------------------- |
| 1  | "Garlic With Extra Vegetables" Chuyển ngữ: "Yasaimashi Ninniku Karame" (tiếng Nhật: ヤサイマシニンニクカラメ)"Maayu" Chuyển ngữ: "Māyu" (tiếng Nhật: まーゆ)"Rich" Chuyển ngữ: "Kotteri" (tiếng Nhật: こってり)                                      | 4 tháng 1 năm 2018  |
| 2  | "Hokkyoku" Chuyển ngữ: "Hokkyoku" (tiếng Nhật: 北極)"K-K-K-K-Koizumi-san" Chuyển ngữ: "Ko-Ko-Ko-Ko-Koizumi-san" (tiếng Nhật: コココココイズミサン)                                                                                                   | 11 tháng 1 năm 2018 |
| 3  | "Saimin" Chuyển ngữ: "Saimin" (tiếng Nhật: サイミン)"Flavor Concentration Counter" Chuyển ngữ: "Aji Shūchū Kauntā" (tiếng Nhật: 味集中カウンター)"Instant Noodles" Chuyển ngữ: "Sokusekimen" (tiếng Nhật: 即席麺)                                    | 18 tháng 1 năm 2018 |
| 4  | "Western Restaurant" Chuyển ngữ: "Yōshokuten" (tiếng Nhật: ようしょくてん)"Red or White" Chuyển ngữ: "Aka oa Shiro" (tiếng Nhật: 赤or白)"Convenience Store" Chuyển ngữ: "Konbini" (tiếng Nhật: コンビニ)                                             | 25 tháng 1 năm 2018 |
| 5  | "Tomato Ramen" Chuyển ngữ: "Tomato Rāmen" (tiếng Nhật: トマトラーメン)"Euglena" Chuyển ngữ: "Midorimushi" (tiếng Nhật: ミドリムシ)"Huge Line" Chuyển ngữ: "Gyōretsu" (tiếng Nhật: 行列)                                                              | 1 tháng 2 năm 2018  |
| 6  | "Morning Ramen" Chuyển ngữ: "Asa Rāmen" (tiếng Nhật: 朝ラーメン)"Hiyashi" Chuyển ngữ: "Hiyashi" (tiếng Nhật: 冷やし)"Museum" Chuyển ngữ: "Hakubutsukan" (tiếng Nhật: 博物館)                                                                         | 8 tháng 2 năm 2018  |
| 7  | "Nationwide" Chuyển ngữ: "Zenkoku" (tiếng Nhật: 全国) | 15 tháng 2 năm 2018 |
| 8  | "Local Instant Noodles" Chuyển ngữ: "Gotōchi Fukuromen" (tiếng Nhật: ご当地袋麺)"Iekei" Chuyển ngữ: "Iekei" (tiếng Nhật: 家系) | 22 tháng 2 năm 2018 |
| 9  | "Mountain" Chuyển ngữ: "Yama" (tiếng Nhật: 山)"Pork Guy" Chuyển ngữ: "Buta Yarō" (tiếng Nhật: 豚野郎)"Fatty Pork Roast" Chuyển ngữ: "Seabura" (tiếng Nhật: 背脂)                                                                                     | 1 tháng 3 năm 2018  |
| 10 | "Ramen With Unknown Flavor" Chuyển ngữ: "Michi Aji no Rāmen" (tiếng Nhật: 未知味の拉麺)"Running Ramen" Chuyển ngữ: "Mawaru Rāmen" (tiếng Nhật: まわるラーメン)"Accepting Challenges!!" Chuyển ngữ: "Chōsen Uketsukechū!!" (tiếng Nhật: 挑戦受付中!!) | 8 tháng 3 năm 2018  |
| 11 | "Tasty Ramen" Chuyển ngữ: "Oishii Rāmen" (tiếng Nhật: おいしいラーメン)"Osaka" Chuyển ngữ: "Ōsaka" (tiếng Nhật: 大坂) | 15 tháng 3 năm 2018 |
| 12 | "Nagoya" Chuyển ngữ: "Nagoya" (tiếng Nhật: 名古屋)"Reunion" Chuyển ngữ: "Saikai" (tiếng Nhật: 再会) | 22 tháng 3 năm 2018 |

## Đón nhận
Theo các báo cáo vào tháng 3 năm 2017, bốn tập đầu tiên của bộ manga này đã bán được hơn 840.000 bản tại Nhật Bản.